# Nr. 24
Nr. 24 är en norsk biografisk krigs- och dramafilm som hade premiär i Norge i oktober 2024. Filmen släpptes på strömningstjänsten Netflix den 1 januari 2025. Filmen, som skildrar Gunnar Sønstebys motstånd mot nazisterna under andra världskriget, är regisserad av John Andreas Andersen efter ett manus skrivet av Erlend Loe och Espen Lauritzen von Ibenfeldt.

## Handling
Filmen utspelar sig i Norge under andra världskriget och kretsar kring unge lärlingen Gunnar Sønsteby från Rjukan som bestämmer sig för att göra motstånd mot Nazityskland på dagen för invasionen. Han blir ledare för det så kallade Oslogänget och utför flera sabotageaktioner och blir en av Norges största krigshjältar. Filmens titel kommer från ett av hans mest kända täcknamn.

## Rollista (i urval)
- Lisa Loven Kongsli – Gudrun Collett
- Sjur Vatne Brean – Gunnar Sønsteby
  - Erik Hivju – Gunnar Sønsteby som pensionär
- August Wittgenstein – Siegfried Fehmer
- Ines Høysæter Asserson – Reidun Andersen
- Per Kjerstad – Karl Marthinsen
- Magnus Dugdale – Andreas Aubert
- Mark Noble – John Skinner Wilson